# Taytu Betul
Taytu Betul (amhariska: ጣይቱ ብጡል), född omkring 1851 som Wälättä Mikael, död 11 februari 1918, var kejsarinna av Kejsardömet Etiopien 1889-1913 genom sitt äktenskap med kejsar Menelik II. Hon fungerade som de facto regent under makens ohälsa 1906-1910. 

## Biografi
Betul var en av få kvinnor under sin levnadstid i Etiopien som kunde läsa och skriva. Även om det inte finns några tecken på att hon hade fått någon formell skolgång var hon läskunnig på amhariska. Hon förstod också ge'ez.
Äktenskapet med Menelik II var Betuls fjärde äktenskap. Genom äktenskapet blev Betul kejsarinna av Etiopien.  Genom sitt äktenskap fick Betul betydande politisk makt, något som hon även hade haft innan sin kröning som kejsarinna. Vid hovet företrädde hon den konservativa falang som bekämpade de modernister och progressiva som ville utveckla Etiopien i en mer västerländsk riktning. Historiker har konstaterat att hon ofta konsulterades av kejsaren innan viktiga beslut togs. Hon var en huvudaktör när Wuchalefördraget med Italien revs upp. Hon manade kejsaren att motstå italiensk aggression, och under slaget vid Adua ledde hon en egen styrka mot italienarna, i det slag som är den största förlusten för europeiska kolonialstyrkor i Afrika.
När Menelik II:s hälsa började vackla 1906 började Beytul att fatta beslut å kejsarens vägnar. Maktrivaler uppskattade inte detta, delvis eftersom hon framförallt tillsatte familjemedlemmar på maktposititoner. Påstådd xenofobi och nepotism gjorde att flera grupper sammangick för att frånta henne sina befogenheter, och 1910 tvingades hon bort från makten.